# Discocerina atrifacies
Discocerina atrifacies är en tvåvingeart som beskrevs av Malloch 1934. Discocerina atrifacies ingår i släktet Discocerina och familjen vattenflugor. Inga underarter finns listade i Catalogue of Life.